# Šlapanice (district de Kladno)
Pour les articles homonymes, voir Šlapanice.
Šlapanice (en allemand : Schlapanitz) est une commune du district de Kladno, dans la région de Bohême-Centrale, en Tchéquie. Sa population s'élevait à 183 habitants en 2020.

## Géographie
Šlapanice se trouve à 17 km au sud-ouest de Roudnice nad Labem, à 20 km au nord de Kladno et à 36 km au nord-ouest de Prague.
La commune est limitée par Mšené-lázně au nord, par Poštovice à l'est, par Zlonice au sud, et par Jarpice à l'ouest.

## Histoire
La première mention écrite de la localité remonte à 1318.